# Bulle de l'Éridan
La bulle de l'Éridan ou bulle d'Orion-Éridan est une vaste structure nébulaire filamentaire observable dans la bande Hα, née il y a environ 5 ou 6 millions d'années probablement de l'explosion d'une supernova, et en expansion continue. Elle est beaucoup moins lumineuse et plus fine que les deux autres structures filamentaires géantes observables plus à l'est, la boucle de Barnard et la nébuleuse de Gum.

## Observation et structure
La bulle de l'Éridan s'étend en direction de trois constellations : elle occupe la partie sud du Taureau, une grande partie de la région nord d'Eridanus (d'où elle tire son nom) et la partie la plus occidentale d'Orion, où elle semble presque chevaucher la boucle de Barnard. Son observation visuelle est pratiquement impossible, même avec de grands instruments, alors qu'elle est détectable avec un CCD très sensible à la lumière infrarouge. La plupart des émissions de cette nébuleuse se produisent dans la bande Hα. Sa position par rapport à l'équateur galactique est très éloignée, contrairement à presque toutes les autres structures de ce type connues à ce jour.
Selon certaines études, cette structure observée serait le résultat d'une superposition en perspective de plusieurs bulles distinctes, poussées les unes contre les autres par les forts vents stellaires et l'onde de choc des mêmes explosions qui les ont générées, plutôt qu'une seule superbulle s'étendant de la région de la boucle de Barnard jusqu'à des latitudes galactiques aussi élevées. Deux structures en forme d'arc peuvent être identifiées dans la nébuleuse : la plus à l'est est aussi la plus grande, et a été nommée Arc A. Grâce à une analyse sur différentes longueurs d'onde et à une étude de la vitesse radiale, il est apparu qu'Arc A pourrait être une structure indépendante à la fois de l'arc le plus à l'ouest, l'Arc B, et de la boucle de Barnard, dont il pourrait sembler être une continuation presque naturelle vers l'ouest (il est à noter comment la boucle de Barnard semble incomplète dans la direction de l'Éridan). L'Arc B, bien que plus petit, serait plus proche de nous, à une distance d'environ 150 pc (∼489 al), contre les 210 parsecs estimés pour l'arc A.